# پاتریک پریون
پاتریک پریون (انگلیسی: Patrick Périon؛ زادهٔ ۶ فوریهٔ ۱۹۶۷) بازیکن فوتبال اهل فرانسه است.